# Rhinaulax limbata
Rhinaulax limbata is een halfvleugelig insect uit de familie schuimcicaden (Cercopidae). De wetenschappelijke naam van deze soort is voor het eerst geldig gepubliceerd in 1860 door Victor Antoine Signoret.